# Chie Hayakawa
Pour les articles homonymes, voir Hayakawa et Hayakawa (homonymie).
Chie Hayakawa (早川 千絵, Hayakawa Chie), née le 20 août 1976 à Tokyo (Japon), est une réalisatrice et scénariste japonaise.

## Biographie
Après avoir obtenu son diplôme de la School of Visual Arts (École d'arts visuels) de New York, elle travaille comme assistante à la branche new-yorkaise du programme Morning Satellite TV Tokyo. Elle accouche aux États-Unis et retourne au Japon plusieurs années plus tard.
Alors qu'elle travaille comme employée de bureau au département cinéma de WOWOW, elle assiste, au milieu de la trentaine, au séminaire ENBU (ja) dans une école de cinéma.
Son film de fin d'études Niagara est sélectionné dans la section Cinéfondation du Festival de Cannes en 2014, et remporte également le Grand Prix au Festival Pia. Après avoir réalisé une partie du film omnibus Anticipation Japon, elle quitte WOWOW.
En 2022, son premier long métrage Plan 75 est projeté dans la section Un certain regard du 75e Festival de Cannes et remporte la mention spéciale de la Caméra d'or. Elle remporte de nombreux prix au Japon, dont le Blue Ribbon Award du meilleur réalisateur.
Son deuxième long métrage de fiction, Renoir, est sélectionné en compétition officielle au 78e Festival de Cannes en 2025.

## Filmographie

### Au cinéma
- 2014 : Niagara (ナイアガラ?)  (court métrage)
- 2016 : Fuyu no mei (冬のメイ?)  (court métrage)
- 2018 : Anticipation Japon (十年, Jū nen?)  (segment « PLAN75 »)
- 2022 : Plan 75 (premier long métrage de la réalisatrice[3].)
- 2025 : Renoir (ルノワール?)

## Récompenses et distinctions
- 2022
  - 75e Festival de Cannes : Un certain regard : Prix Spécial Caméra d'Or (Plan 75)[4]
  - Prix du meilleur réalisateur du 63e Festival international du film de Thessalonique (« Plan 75 »)
  - Prix du nouveau réalisateur du 44e Festival du film de Yokohama (« Plan 75 »)[5]
  - 77e Concours de films Mainichi - Prix du scénario (« PLAN75 »)[6]
  - 73e Prix d'encouragement des nouveaux arrivants en art (« PLAN 75 »)[7]
  - 65e Blue Ribbon Award du meilleur réalisateur (« Plan 75 »)[8]
  - 46e Japan Academy Award du meilleur scénario (« Plan 75 »)[9]
  - 20e Prix Spécial du Comité de Recommandation du Cinema Dream Club (« PLAN75 »)[10]